# NGC 2987
NGC 2987 is een spiraalvormig sterrenstelsel in het sterrenbeeld Sextant. Het hemelobject werd op 25 maart 1884 ontdekt door de Franse astronoom Édouard Jean-Marie Stephan.

## Synoniemen
- UGC 5220
- MCG 1-25-17
- ZWG 35.47
- IRAS09430+0510
- PGC 27981